# COROT-19b
CoRoT-19b es el primer planeta descubierto por la misión CoRoT que pertenece al sistema de la estrella CoRoT-19.